# Alt Ottersleben 20

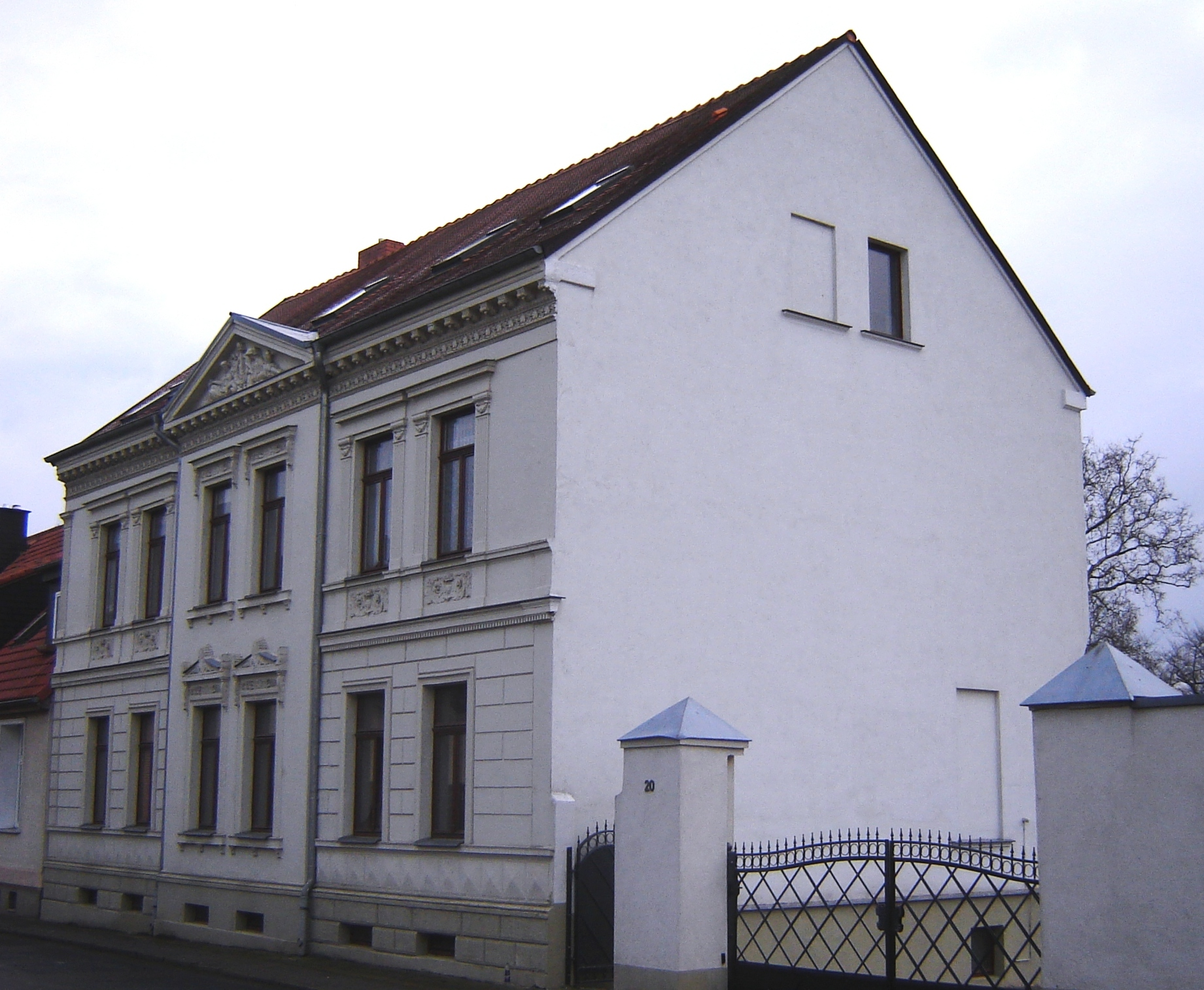
Haus Alt Ottersleben 20

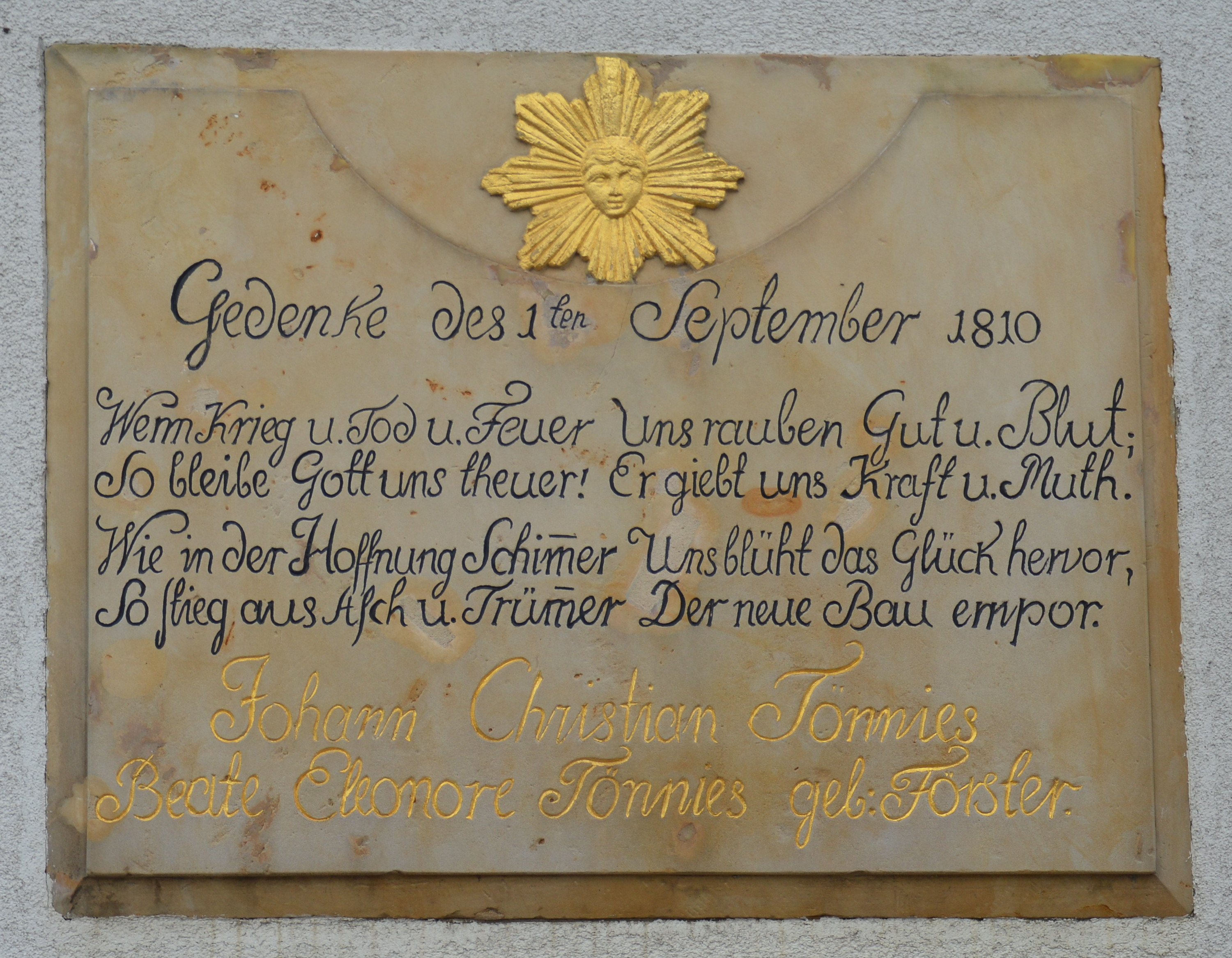
Inschriftentafel

Das Haus Alt Ottersleben 20 ist ein denkmalgeschütztes Gebäude in Magdeburg in Sachsen-Anhalt.

## Lage
Es befindet sich auf der Südseite der Straße Alt Ottersleben, gegenüber der Einmündung der Schmiedestraße, im Magdeburger Stadtteil Ottersleben. Das Wohnhaus ist als Einzeldenkmal ausgewiesen, gehört jedoch auch zum Denkmalbereich Alt Ottersleben 20–22, 46, 47.

## Architektur und Geschichte
Das zweigeschossige, traufständige Haus wurde in der Zeit um 1870/1880 errichtet und stellt ein großbäuerliches Wohnhaus der Gründerzeit dar. Die sechsachsige Fassade des verputzten Gebäudes ist reich gegliedert und mit Stuckornamenten im Stil des Spätklassizismus verziert. Die beiden mittleren Achsen treten als flacher Mittelrisalit hervor. Der Risalit wird von einem Dreiecksgiebel bekrönt. Im Erdgeschoss ist die Fassade rustiziert.
Westlich des Hauses befindet sich an der Grundstücksmauer ein Inschriftenstein mit der Inschrift:
Gedenke des 1ten September 1810

Wenn Krieg u. Tod u. Feuer uns rauben Gut u. Blut;

So bleibe Gott uns theuer! Er giebt uns Kraft u. Muth.

Wie in der Hoffnung Schimer Uns blüht das Glück hervor,

So flieg aus Asch u. Trümer Der neue Bau empor.
Unter dieser in schwarz ausgeführten Inschrift finden sich in Gold verfasst noch die Namen:
Johann Christian Tönnies

Beate Eleonore Tönnies geb: Förster.
Das Haus gilt als architektur- und sozialgeschichtliches Dokument für die Übertragung städtisch-repräsentativer Wohnformen auf die ländliche Architektur der Gründerzeit. Es gilt als wichtiger Bestandteil des Denkmalbereichs als städtebaulich bedeutsam.
Im örtlichen Denkmalverzeichnis ist das Wohnhaus unter der Erfassungsnummer 094 82423 als Baudenkmal verzeichnet.